# St. Peter, Špital ob Dravi
St. Peter je naselje v Občini Špital ob Dravi v Okraju Špital ob Dravi  na Koroškem v Avstriji.